# Spitzenentladung

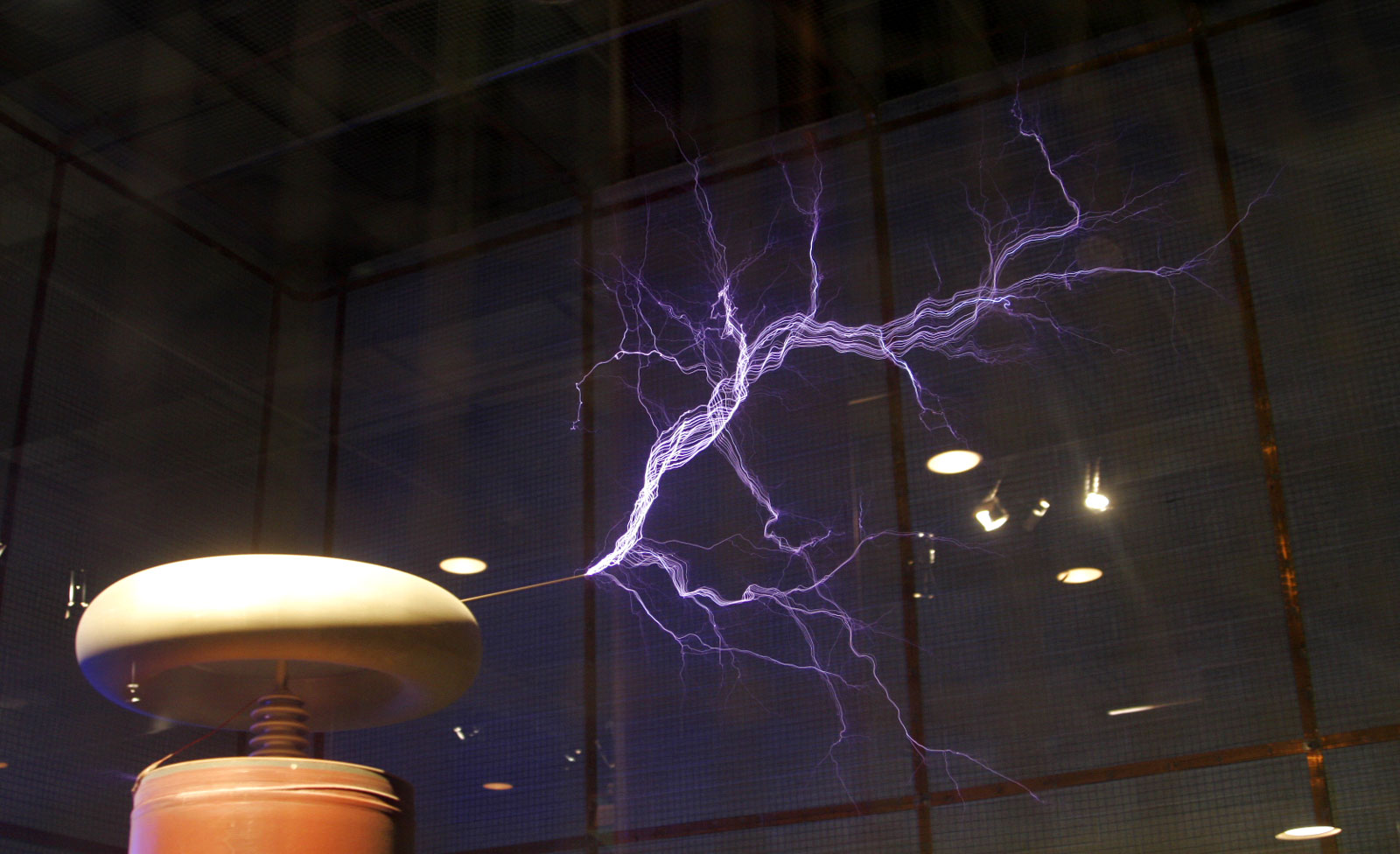
Entladung an einer Metallspitze im Hochspannungslabor

Als Spitzenentladung werden Funkenentladungen oder Koronaentladungen bezeichnet, die an elektrostatisch mit Hochspannung aufgeladenen oder unter Hochspannung stehenden Leitern bevorzugt an herausragenden Spitzen stattfinden, weil dort die Dichte der Feldlinien und damit auch die elektrische Feldstärke am größten ist.

## Ursache

Abb. 1: Abhängigkeit der Feldliniendichte vom Abstand

Abb. 2: Abhängigkeit der Feldliniendichte vom Radius

Spitzenentladungen wurden bereits im 18. Jahrhundert als elektrisches Phänomen erkannt, ihre physikalische Ursache jedoch noch nicht genau verstanden. Erst im späten 19. Jahrhundert, mit der Begründung der Feldtheorien über elektrische Felder, herrschte Klarheit über ihre Ursache.
Wie auf Abbildung 1 zu sehen, stehen die Feldlinien senkrecht auf einer elektrisch geladenen leitenden Oberfläche. Je dichter die Feldlinien beieinander liegen, desto größer die Stärke des elektrischen Feldes. In der Nähe einer konvex gekrümmten Oberfläche ist die Feldstärke also am größten.
Auf Abbildung 2 ist zu erkennen, dass am verkleinerten Radius die Feldlinien dichter aus der Oberfläche austreten als am gestrichelt dargestellten größeren Radius.
Die elektrische Feldstärke E an der Oberfläche einer Kugel mit der Ladung Q und dem Radius r beträgt nach dem Coulombschen Gesetz:
{\displaystyle E={\frac {Q}{4\pi \varepsilon _{0}r^{2}}}}
({\displaystyle {\varepsilon _{0}}} ist die elektrische Feldkonstante).
Jede Spitze kann man sich näherungsweise als Kugeloberfläche mit einem kleinen Radius r vorstellen. Ist die Spitze Teil eines Leiters, der unter konstanter, von außen aufrechterhaltener Spannung U steht, so wird mit dem Zusammenhang {\displaystyle Q=CU} und {\displaystyle C=4\pi \varepsilon _{0}r} daraus
{\displaystyle E={\frac {U}{r}}}
Bei genügend hoher Feldstärke kommt es an der Oberfläche der Spitze zur Feldionisation der Luft. Daher finden Funken- und Koronaentladungen fast ausschließlich an der Spitze statt.

## Vermeidung

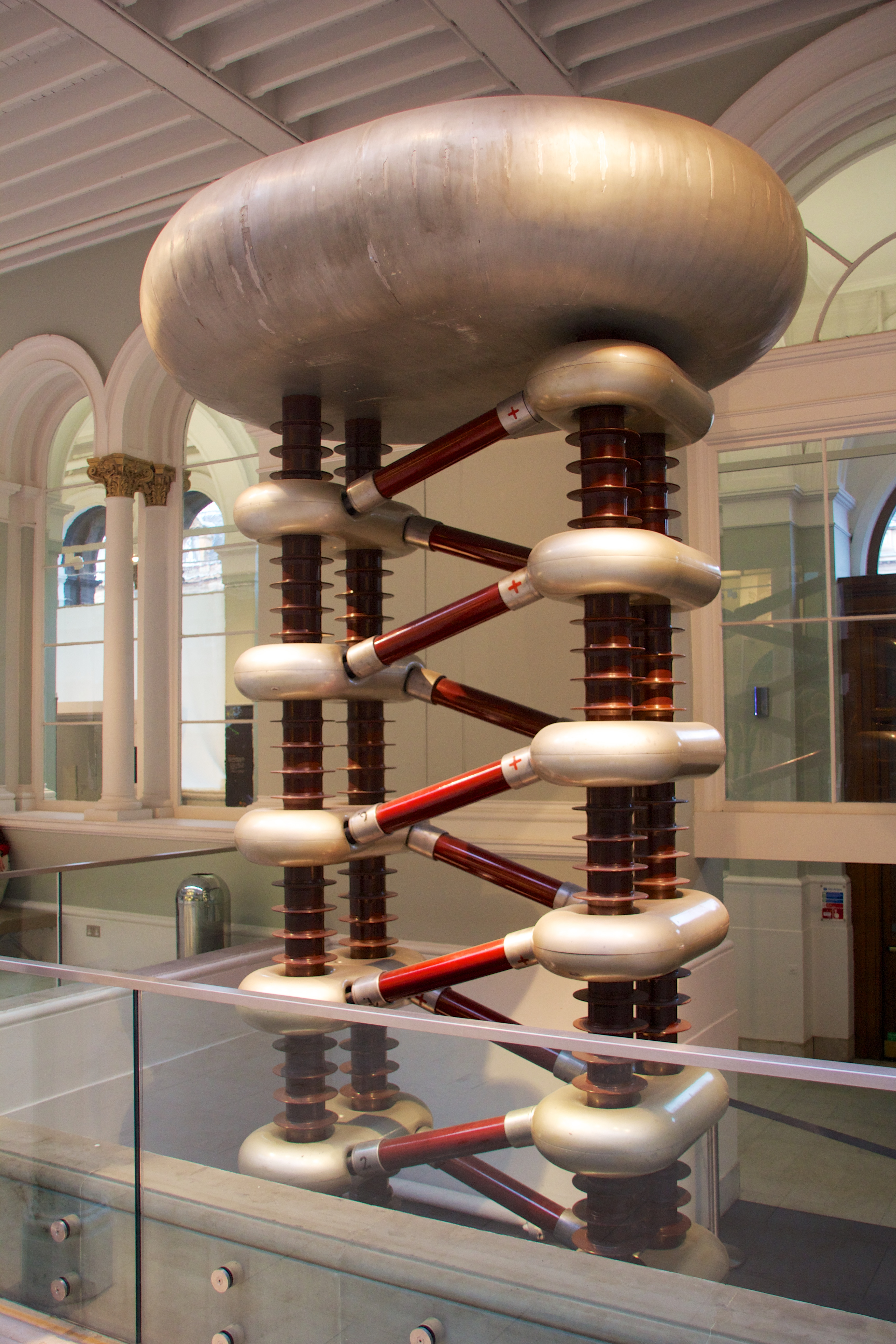
Abb. 3: Anlage mit typischen rundlichen, voluminös wirkenden Teilen zur Vermeidung von Spitzenentladungen (Cockcroft-Walton-Beschleuniger, Ausstellungsstück der National Museums of Scotland)

Zur Vermeidung von unerwünschten Spitzenentladungen müssen daher metallische Oberflächen, welche hohe Spannungen führen, mit möglichst großen Radien unter Vermeidung von scharfen Kanten und Spitzen ausgebildet werden. Dies gibt hochspannungsführenden Anlagenteilen die typische rundliche, voluminös wirkende Form (siehe Abbildung 3).
Aus dem gleichen Grund werden die Enden von Hochspannungsisolatoren mit Koronaringen versehen.

## Anwendungen
Das Wissen um die Ursache der Spitzenentladungen wird im Alltag vielfältig angewendet.
So ist ein Blitzableiter am Haus u. a. deshalb so wirkungsvoll, weil seine elektrisch leitende Spitze eine viel höhere Feldliniendichte aufweist als der Rest des Hauses. Dadurch wird die umgebende Luft vorionisiert und schwach leitend; deshalb schlägt der Blitz bevorzugt in den Blitzableiter statt in das Haus ein.
Spitzenentladungen lassen sich als „Sprühen“ von Hochspannungsleitungen beobachten oder als „Elmsfeuer“ z. B. in den Masten von Segelschiffen bei Gewittern, da die Entladung an scharfen Spitzen bei Luft unter Atmosphärendruck schon bei 1000 bis 1500 Volt auftritt. Im Experiment sinkt daher die Ladung in einem Elektroskop, das mit einer scharfen Spitze versehen ist, schnell auf diese Werte der Spannung.
Beim Elmsfeuer beobachtet man (bei Feldstärken nahe Gewittern von rund 100.000 V/m gegenüber rund 100 V/m im Normalzustand an der Erdoberfläche)
- nahe positiv geladenen Spitzen: Büschelentladungen (Lichtbüschel)
- nahe negativ geladenen Spitzen: Glimmentladungen (Lichtpunkte).

Bei Elektrofiltern und Ionisatoren werden Staubteilchen durch Spitzenentladung elektrisch aufgeladen und dann zur entgegengesetzt aufgeladenen Elektrode gezogen.
Eine weitere Anwendung der Spitzenentladung ist die Demonstration von Koronaentladungen im Experiment. Durch den Einsatz eines Leiters mit einer ausgeprägten Spitze können sie mit erheblich weniger Spannung und gezielter erzeugt werden. In Experimenten mit Tesla-Transformatoren wird am oberen Toroid, der als Elektrode eines Kondensators dient (die andere Elektrode ist die Erde), ein Draht montiert. Dies führt schon bei geringeren Spannungen zu Spitzenentladungen am Drahtende, anstelle der sonst am Toroid zu beobachtenden unkontrollierten Entladungen.
In Experimenten der Elektrostatik wird die Spitzenentladung im Funkeninduktor genutzt. Die Verwendung von Spitzen führt zu Entladungen in gleichmäßigerem Abstand als bei kugelförmigen Funkeninduktoren.
Möglichst glatte und runde Oberflächen werden in Experimenten verwendet, bei denen vor der Entladung eine große Menge elektrischer Ladung angesammelt werden soll, denn auf ihnen ist die Dichte der elektrischen Feldlinien gleichmäßiger verteilt.